# More Than That
«More Than That» — третий сингл с альбома группы Backstreet Boys Black & Blue (2000).

## О песне
На сайте Entertainment Weekly песню назвали «усладой для слуха», отметив изящное сочетание голосов в припеве. В журнале Rolling Stone выделили симфоническую аранжировку композиции.
Песня достигла 27 места в американском чарте Hot 100, продержавшись в нём 20 недель. В британском хит-параде синглов песня достигла 12 места, что прервало серию из тринадцати подряд попаданий синглов группы в верхнюю десятку. Сингл продавался относительно хуже остальных недавних релизов группы, всего было продано около 800 тыс. копий.
Позднее песня была включена в первый сборник хитов группы The Hits — Chapter One, вышедший в 2001 году.
На песню был снят видеоклип, режиссёром которого выступил Маркус Рэбой. В видео чередуются сцены съёмок в студии и на природе. В студии участники группы пели песню на фоне большого экрана, на котором были изображены пустыня, город с бешеным движением, облачное небо и закат. На природе музыканты прогуливались или ехали на двух автомобилях по пустыне.

## Список композиций
Великобритания
1. More Than That (Radio Mix)
2. More Than That (Hani Mixshow Remix)
3. The Call (Neptunes Remix With Rap)
4. More Than That (Video)

Азия
1. More Than That (Radio Mix)
2. More Than That (Album Version)
3. The Call (Neptunes Remix With Rap)
4. The Call (Earthtone III Remix)

Все версии сингла:
1. More Than That [Special Radio Mix] 3:40
2. More Than That [Album Version] 3:44
3. More Than That [Hani Radio Edit] 4:01
4. More Than That [Hani Mix Show Edit] 6:36
5. More Than That [Hani Remix Club Mix] 10:07
6. More Than That [Hani Remix Club Mix Instrumental] 10:05

## Места в хит-парадах
| Хит-парад (2001)                   | Наивысшая позиция |
| ---------------------------------- | ----------------- |
| Австралия (ARIA)                   | 25                |
| Австрия (Ö3 Austria Top 40)        | 27                |
| Бельгия/Фландрия (Ultratop 50)     | 44                |
| Бельгия/Валлония (Ultratip)        | 14                |
| Europe (Eurochart Hot 100)         | 22                |
| Германия (GfK)                     | 25                |
| Ирландия (IRMA)                    | 21                |
| Италия (FIMI)                      | 25                |
| Нидерланды (Dutch Top 40)          | 35                |
| Нидерланды (Single Top 100)        | 28                |
| Новая Зеландия (Recorded Music NZ) | 29                |
| Польша (Polish Airplay Charts)     | 2                 |
| Румыния (Romanian Top 100)         | 12                |
| Шотландия (Scottish Singles Chart) | 9                 |
| Швеция (Sverigetopplistan)         | 11                |
| Швейцария (Schweizer Hitparade)    | 28                |
| Великобритания (UK Singles Chart)  | 12                |
| Великобритания (UK Indie Chart)    | 2                 |
| США (Billboard Hot 100)            | 27                |
| США (Billboard Mainstream Top 40)  | 14                |

| Хит-парад (2001)           | Позиция |
| -------------------------- | ------- |
| Румыния (Romanian Top 100) | 77      |
| Швеция (Sverigetopplistan) | 92      |